# Sit’n’switch
Sit’n’Switch ist ein Paddelstil für Canadier, der von Marathonpaddlern in Nordamerika entwickelt wurde.
Er wird in Europa zunehmend populär, allerdings nicht im Kanurennsport, wo nach wie vor die Regeln der International Canoe Federation (ICF) gelten.  Normalerweise wird er mit einem Knickschaftpaddel gefahren, da traditionelle gerade Stechpaddel biomechanische Nachteile haben; sie erzeugen vergleichsweise weniger Vortrieb, und durch vermehrtes Anheben des Wassers gegen Ende der Zugphase verursachen sie mehr Stampfen des Bootsrumpfes.
Sit’n’switch wird in der Regel sitzend und nicht kniend gefahren. Die Beine sind dabei nach vorne ausgestreckt. Das Paddel wird etwa in Kniehöhe eingetaucht, kräftig durchgezogen und etwa auf Sitzhöhe wieder ausgeholt. Durch die kurze Durchzugstrecke ist eine hohe Paddelfrequenz (etwa 60 bis 120 Schläge pro Minute) möglich. Für Paddelschläge zur Kurskorrektur fehlen allerdings Zeit und Raum. Deswegen wird beim Sit’n’switch etwa alle fünf bis zehn Paddelschläge die Seite gewechselt („switch“ genannt, daher die zweite Bezeichnung), ohne dass durch den Seitenwechsel der Paddelrhythmus unterbrochen wird.
Für den Seitenwechsel wird die Führungshand losgelassen, und man lässt während des Seitenwechsels den Paddelschaft durch die Schafthand gleiten. Derweil greift die (ehemalige) Führungshand um, fasst den Schaft über der Blattwurzel und wird so zur neuen Schafthand. Die am Schaft nach oben geglittene Schafthand wird zur neuen Führungshand.